# 박남규 (언론인)
박남규(朴南圭, 일본식 이름: 大朝實臣오아사 사네오미, 1905년 ~ ?)는 일제강점기의 언론인으로, 본적은 경성부 궁정정이며, 전라남도 목포 출신이다. 본관은 밀양이다.

## 생애
1920년대 일본 도쿄에 있는 오쿠라(小倉) 고등상업학교를 졸업했다. 1925년 전후를 기해서 한동안 일본 도쿄에 체류했다가 귀국했고 1930년대 전라남도 목포에서 병원을 경영했다. 1930년대 후반 서울로 이주했다.
1939년 7월 1일 내선일체실천사(內鮮一體實踐社)를 설립했고 1945년 3월까지 내선일체실천사 사장을 역임했다. 그가 설립한 출판사인 내선일체실천사는 '황도(皇道) 정신의 발양(發揚), 내선일체(內鮮一體)의 구현, 내선(內鮮) 풍속·관습의 이해 및 개선, 상의(上意)의 실천화, 하의(下意)의 선도상달(善導上達), 내선결혼(內鮮結婚) 창도실천(唱導實踐), 총후(銃後) 후원의 강화, 독학(獨學) 역행(力行)의 창도(唱導), 국어(國語, 일본어) 보급의 철저'를 강령으로 내걸었다.
1940년 1월 1일 창간될 때부터 1944년 10월 1일 통권 제38호를 끝으로 폐간될 때까지 내선일체출판사의 기관지인 월간 《내선일체(內鮮一體)》의 편집인 겸 발행인을 역임하는 동안 내선일체의 실천과 일본의 황민화 정책을 선전하는 글을 여러 차례 기고했다. 1945년 6월 8일 조선언론보국회 평의원으로 선임되었으며 조선언론보국회 주최로 열린 언론총진격대강연회(1945년 6월 15일에 열림)와 국민의용대대강연회(1945년 7월 20일에 열림)에서 일본의 침략 전쟁 협력을 선전하는 내용을 담은 강연을 열었다.
민족문제연구소의 친일인명사전 수록자 명단의 언론/출판 부문, 친일반민족행위진상규명위원회가 발표한 친일반민족행위 705인 명단에 포함되었다.

## 참고자료
- 친일반민족행위진상규명위원회 (2009). 〈박남규〉. 《친일반민족행위진상규명 보고서 Ⅳ-6》. 서울. 129~142쪽.